# Piet van Reenen
Petrus van Reenen detto Piet (Utrecht, 17 gennaio 1909 – Amsterdam, 8 giugno 1969) è stato un calciatore olandese, di ruolo attaccante.

## Carriera
Durante la sua carriera, tralasciando la parentesi all'UVV, giocò sempre con la maglia dei lancieri dal 1929 al 1942. Disputò 237 partite realizzando 273 marcature. La sua media realizzativa fu di 1,15 reti a partita.
Tra il 1930 ed il 1933 giocò anche due partite con la Nazionale maggiore.

## Palmarès

### Club

#### Competizioni nazionali
- Campionato olandese: 5

Ajax: 1930-1931, 1931-1932, 1933-1934, 1936-1937, 1938-1939